# Irwin Fridovich

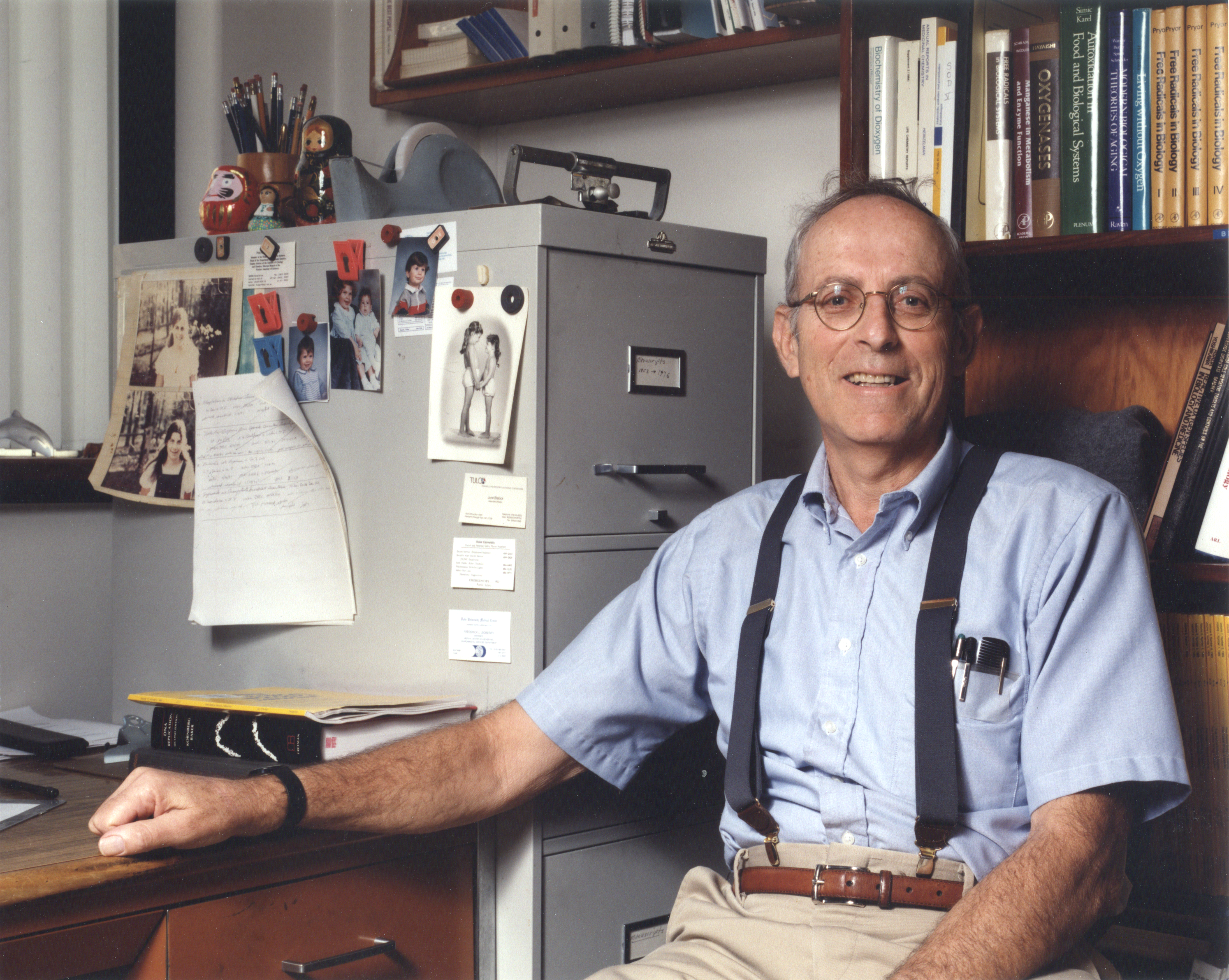
Irwin Fridovich 1994

Irwin Fridovich (* 2. August 1929 in New York City; † 2. November 2019) war ein US-amerikanischer Biochemiker. Er wurde vor allem durch die Entdeckung der biologischen Bedeutung von Sauerstoffradikalen und durch die Erforschung der Mechanismen bekannt, mit denen sich Organismen gegen die toxischen Effekte dieser Radikale schützen.

## Leben
Fridovich erwarb 1951 am City College of New York einen Abschluss in Biologie und Chemie. Nach einer Tätigkeit als Forschungsassistent an der Cornell Medical School in Ithaca, New York, wurde Fridovich 1955 bei Philip Handler an der Duke University School of Medicine in Durham, North Carolina, in Biochemie promoviert (Ph.D.). Als Post-Doktorand war er 1955/56 an den National Institutes of Health. Anschließend wurde er an der Duke University Dozent (Instructor), 1961 Assistant Professor, 1965 Associate Professor und 1971 ordentlicher Professor.
Seit 1987 war er Mitglied des wissenschaftlichen Beirats der Sandoz AG.
Fridovich war seit 1952 verheiratet und hatte zwei Kinder.

## Wirken
In seiner Doktorarbeit (1955) identifizierte Fridovich Hypoxanthin als möglichen Cofaktor der Oxidation von Sulfit. Während seiner weiteren wissenschaftlichen Karriere befasste sich Fridovich mit der Biologie der Oxidation. So untersuchte er die Fähigkeit der Xanthinoxidase, die Oxidation von Sulfit zu katalysieren, und zeigte, dass eine Kette von freien Radikalen, Cytochrom c und O2− daran beteiligt sind. In der Folge isolierten Fridovich und Mitarbeiter verschiedene Superoxiddismutasen (SOD) und zeigten, dass sie entweder Kupfer/Zink enthalten und im Zytoplasma lokalisiert sind oder Mangan enthalten und in Mitochondrien zu finden sind. Die hohe Übereinstimmung zwischen den verschiedenen SOD unterstützt die Endosymbiontentheorie.
Spätere Arbeiten Fridovichs befassten sich mit der Wirkung von Paraquat auf den Stoffwechsel. So passt sich Escherichia coli an den oxidativen Stress durch vermehrte Produktion der Mangan-SOD an und wird dadurch gegen bestimmte Chinon-Antibiotika weniger empfindlich. Jüngere Arbeiten Fridovichs befassten sich mit der Suche nach stabilen, nicht-toxischen Analoga der Superoxiddismutasen.

## Auszeichnungen (Auswahl)
- 1979 Mitglied der American Academy of Arts and Sciences[3]
- 1980 Herty Medal der American Chemical Society
- 1980 Ehrendoktor der Universität Paris V (Rene Descartes)
- 1981 Mitglied der National Academy of Sciences
- 1984 Cressy A. Morrison Award der New York Academy of Sciences
- 1987 Passano Award[4]
- 1990 Townsend Harris Medal
- 1997 Elliott Cresson Medal des Franklin Institute

Von 1982 bis 1983 war Fridovich Präsident der American Society of Biological Chemists.

## Schriften (Auswahl)
- Irwin Fridovich: The trail to superoxide dismutase. In: Protein science. Band 7, Nummer 12, Dezember 1998, S. 2688–2690, ISSN 0961-8368. doi:10.1002/pro.5560071225. PMID 9865966. PMC 2143889 (freier Volltext).
- Irwin Fridovich: Reflections of a Fortunate Biochemist. In: The Journal of Biological Chemistry. 2001, 276, 28629–28636, doi:10.1074/jbc.R100040200.